# Jättepraktbagge
Jättepraktbaggen (Chalcophora mariana) är den största arten av familjen praktbaggar.

## Kännetecken
Denna 24 till 30 millimeter långa skalbagge är långsmalt oval till kroppsformen och grundfärgen är svart med koppar- och mässingsfärgade längdstrimmor på halssköld och täckvingar. 

## Utbredning
Jättepraktbaggen har i Sverige tidigare hittats från Skåne till Hälsingland. De senaste 40 åren har dock arten endast rapporterats från Kalmar län och Östergötlands skärgård. Den finns också i Baltikum, samt i delar av mellersta och södra Europa. 2007 upptäcktes jättepraktbaggen mycket överraskande i Höga Kusten, Västernorrlands län. Senare har man även funnit arten på Hornslandet i Gävleborgs län. Sedan 1993 är det endast på dessa ställen man funnit levande individer av jättepraktbaggen.

### Status
I Sverige är jättepraktbaggen rödlistad. Det största hotet mot arten angavs vara det låga antalet individer i populationerna, samt bristen på död ved i skogarna. Särskilt populationen i Kalmar län är hotad och det är möjligt att den redan är försvunnen. I 2015 års rödlista anges den som starkt hotad.

## Levnadssätt
Jättepraktbaggens habitat är öppen, solig tallskog och som larv lever den främst i död ved av tall, som gamla grova stubbar eller omkullfallna träd och troligen gynnades den förr genom naturliga skogsbränder. Fortplantningen gynnas också av varma somrar. Utvecklingen från ägg till imago tar tre till sex år. De larver som är redo att förpuppa sig gör det på sommaren och de fullbildade skalbaggarna kommer fram i slutet av juli till början av augusti. Jättepraktbaggen kan som vuxen övervintra åtminstone två vintrar, då en individ märkt 2012 återfanns såväl 2013 som 2014.